# Eduard Kandl

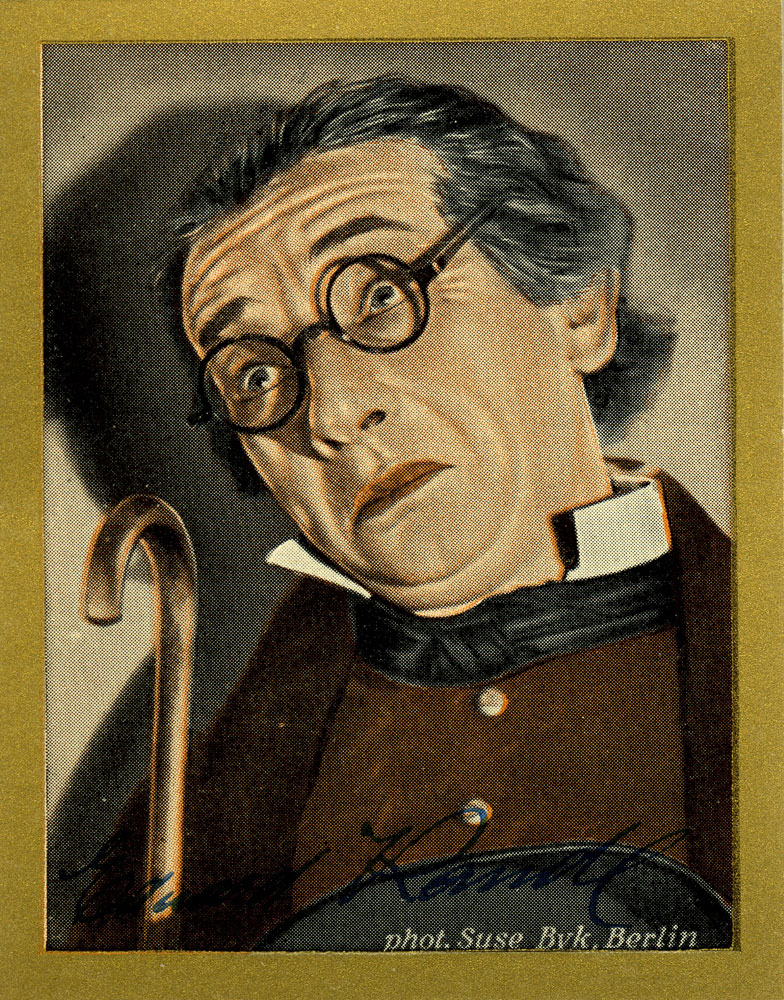
Eduard Kandl (ca. 1933)

Eduard Kandl (* 2. Januar 1876 in Herrsching am Ammersee; † 17. Januar 1966 ebenda) war ein deutscher Opernsänger (Stimmlage Bass) und Schauspieler bei Bühne und Film. Seine „besondere Liebe galt den kauzigen Gestalten in den Werken von Lortzing und Smetana“.

## Leben und Wirken
Kandl erhielt zur Jahrhundertwende seine stimmliche Ausbildung und begann seine Bühnenlaufbahn im Jahre 1904 an Nürnbergs Stadttheater. Es folgte in der Spielzeit 1905/06 eine Verpflichtung an das Stadttheater von St. Gallen, während er von 1906 bis 1912 dem Ensemble des Kieler Stadttheaters angehörte. Kandls wichtigste Schaffensperiode fiel in die Jahre 1912 bis 1944, als der bayerische Bass bis zur Schließung sämtlicher deutscher Bühnen dem Deutschen Opernhaus (Städtische Oper) Berlin angehörte. Hier sang er am 23. Januar 1914 in der Uraufführung der Oper Mandragola von Ignatz Waghalter und gut zwei Jahre darauf, am 17. März 1916, in der Uraufführung der Oper Dame Kobold von Felix Weingartner. Seine letzte glanzvolle Premiere feierte Kandl am 23. Oktober 1936 in der Uraufführung der Operette Wenn die Zarin lächelt von Clemens Schmalstich.
Der Bass-Buffo besaß internationale Reputation, vor allem aufgrund seiner Interpretationen von Buffo-Rollen in Lortzing-Opern. Weitere Erfolge feierte Eduard Kandl von 1927 bis 1930 an der Berliner Krolloper, vor allem als Kezal in Die verkaufte Braut von Bedřich Smetana, als Bartolo im Barbier von Sevilla, als Frosch in der Strauß-Fledermaus und als Wurm in Luisa Miller von Giuseppe Verdi. Darüber hinaus trat er 1928 an der Städtischen Oper Berlin in der Uraufführung der Oper Die Mondnacht von Julius Bittner auf. Ein weiterer Erfolg war dem Bayern 1931 an der Berliner Staatsoper mit dem Don Magnifico in Gioachino Rossinis La Cenerentola beschieden. 1929 gastierte Kandl in Den Haag, 1931 und 1939 an der Wiener Staatsoper und 1941 im deutsch besetzten Amsterdam, wo man ihn als Beckmesser in Richard Wagners Die Meistersinger von Nürnberg sehen und hören konnte. In jenen Jahren trat Eduard Kandl, der bereits nachweislich in zwei Stummfilmen mitgewirkt hatte, auch in mehreren kurzen wie langen Tonfilmen auf, in denen er allerdings fast ausschließlich für die musikalischen Gesangseinlagen zu sorgen hatte. Kandl stand 1944 in der Gottbegnadeten-Liste des Reichsministeriums für Volksaufklärung und Propaganda.
Nach dem Zweiten Weltkrieg kehrte Kandl in seine Geburtsstadt und Heimatgemeinde Herrsching am Ammersee zurück und verbrachte dort seinen Ruhestand. Der Künstler verstarb hier gut zwei Wochen nach seinem 90. Geburtstag.

## Filmografie (komplett)
- 1916: Martha
- 1923: I.N.R.I.
- 1934: Der junge Baron Neuhaus
- 1934: Prinzessin Turandot
- 1934: Besuch beim Bettelstudent (Kurzfilm)
- 1935: Das Programm (Kurzfilm)
- 1938: Kleines Intermezzo
- 1939: Der Dorfbarbier (Kurzfilm)
- 1939: Maria Ilona
- 1940: Falstaff in Wien

## Ehrungen
- 1937 Kammersänger (Verleihung durch Adolf Hitler, der anlässlich des Jahrestages der Machtergreifung 1937 mehrere Künstler mit Titeln auszeichnete[3])